# Rocacorba (Canet d'Adri)

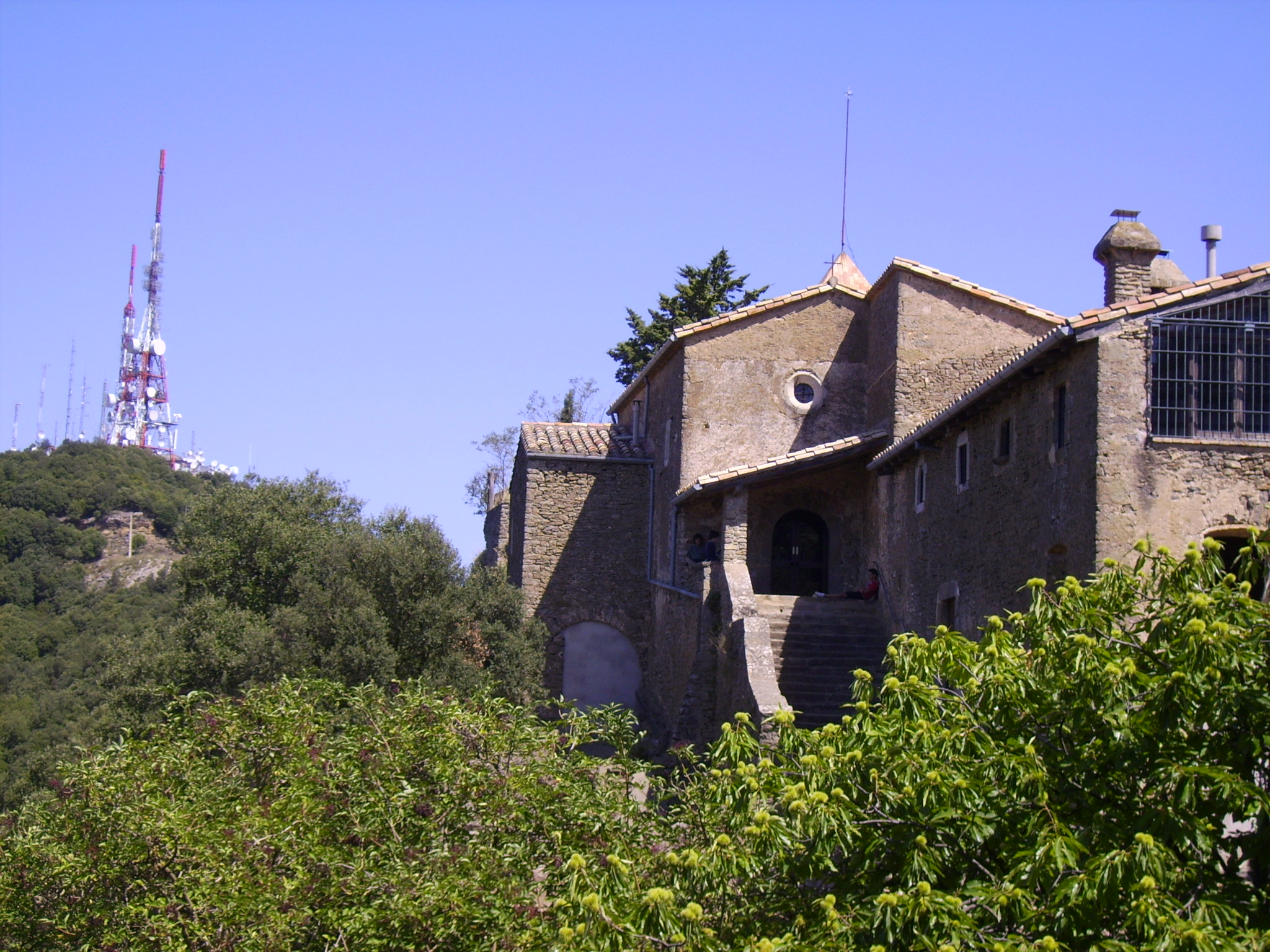
Santuari i muntanya de Rocacorba

Rocacorba és un poble inclòs administrativament al municipi de Canet d'Adri, del Gironès a part de ser el nom pel qual és conegut el Puigsou (992 m), cim que no és accessible pel tancat que protegeix els repetidors de televisió i ràdio de Retevisión.
Des d'uns 100 metres abans d'arribar al cim es gaudeix d'una vista panoràmica del Gironès, del Pla de l'Estany, de l'Alt Empordà i el Baix Empordà. Just al costat hi ha el Santuari de la Mare de Déu de Rocacorba.
Aquest poble va ser incorporat el 1846 al municipi de Canet d'Adri, per la política d'eliminació d'ens locals poc poblats. Simultàniament també es van incorporar a Canet d'Adri els termes d'Adri, Biert, Montbó i Montcal.